# فابريسيو إيزيدورو
فابريسيو إيزيدورو هو لاعب كرة قدم برازيلي في مركز الوسط، ولد في 28 يناير 1992 في بيلو هوريزونتي في البرازيل. لعب مع لوليتيانو.

## وصلات خارجية
- فابريسيو إيزيدورو على موقع قاعدة بيانات كرة القدم.إي يو (الإنجليزية)
- فابريسيو إيزيدورو على موقع Soccerway.com (الإنجليزية)